# Amar (película de 2017)
Amar, estilizada como «AMAR», es una película española de género dramático y romántico dirigida por Esteban Crespo y estrenada en el El Festival de Málaga en marzo de 2017 y en los cines españoles el 21 de abril de 2017. Amar es el primer largometraje dirigido por Crespo, quién previamente dirigió exitosos cortometrajes, incluido  Aquel no era yo, que fue nominado al Óscar al mejor cortometraje en 2013. 
Está protagonizada por María Pedraza y Pol Monen, con la participación de Natalia Tena, Gustavo Salmerón, Nacho Fresneda y Greta Fernández. Pol Monen fue nominado como Mejor actor revelación por su papel de Carlos en la 32.ª edición de los Premios Goya y en las Medallas del Círculo de Escritores Cinematográficos.

## Sinopsis
En una entrevista, Crespo explicó que Amar es «una película de sentimientos exaltados en la que centramos la mirada del espectador en los dos personajes protagonistas (Carlos y Laura), reflejando un mundo de contradicciones tan propias de la juventud».
Crespo contó que su intención era «hacer una película sobre el primer amor. Ese amor loco, arrebatador, salvajemente imperfecto, que tiene su parte descontrolada que no sabes manejar, y al que te entregas absolutamente y que no se repite. Mi objetivo era que el espectador recuerde esas sensaciones que ha tenido. Es una película sobre el paso a la madurez y también generacional, habla sobre cómo tienes siempre que enfrentarte a tus padres para poder crecer».

## Elenco
- María Pedraza como Laura
- Pol Monen como Carlos
- Greta Fernández como Lola
- Natalia Tena como Merche, madre de Laura
- Nacho Fresneda como el padre de Laura
- Maria Caballero como Marta
- Jorge Silvestre como el Moro
- Paz Muñoz como Susana
- Gustavo Salmerón como Pablo
- Jorge Motos como Hermano Carlos

Con la colaboración especial de
- Antonio Valero como padre de Carlos
- Sonia Almarcha como Carmen

## Producción, estreno y distribución
El largometraje está basado en dos cortometrajes previamente dirigidos por Crespo: Siempre quise trabajar en una fábrica y Amar. Crespo había escrito el guion en el 2002, con el cual surgieron los cortometrajes, pero lo reescribió en el 2016. El guion apeteció a la productora Avalon P.C., a la que se unirían Amar AIE, FILMEU, TVE y la compañía de vídeo bajo demanda Netflix para la producción del largometraje.
Se estrenó en el Festival de Málaga Cine en Español el 18 de marzo de 2017 y en los cines españoles el 21 de abril.
Amar forma parte del catálogo internacional de Netflix. Amazing D.C. y The Klockworx distribuyen la película en Japón, en DVD.